# Passo di San Marco
Il passo San Marco, alto 1.992 m s.l.m., è un passo alpino situato tra la Val Brembana e la Valtellina, in Lombardia.

## Descrizione
Al valico tra i comuni di Albaredo per san Marco e Averara è possibile ammirare le insegne della Serenissima che costruì questa strada per uno sviluppo economico dei commerci con le valli svizzere.
Sul versante orobico del passo si trova il rifugio Cà San Marco, per anni casa cantoniera del passo nonché uno dei più antichi rifugi delle Alpi, edificato nel 1593.
Sulla sua facciata una lapide ricorda "Per due secoli questa cantoniera vigilò sulle alpi Brembane i traffici e la sicurezza della Repubblica di San Marco".
Nel 2021, la strada è riclassificata come strada statale, inclusa nella strada statale SS 470.

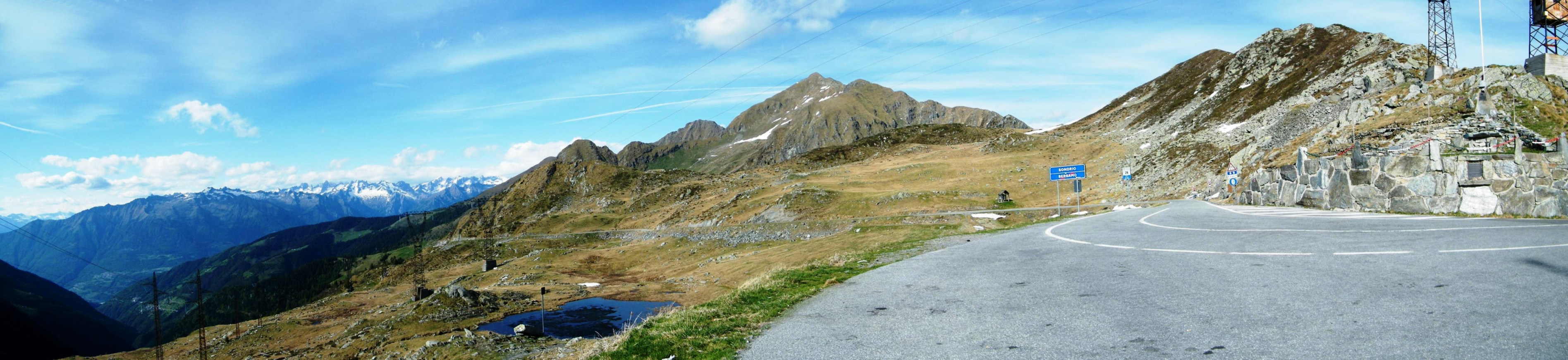
Panorama dal valico verso la Valtellina

### Ciclismo
Il passo è spesso percorso da cicloamatori, soprattutto d'estate, sia dal versante valtellinese (che raggiunge pendenze del 10%) che da quello brembano (con punte del 14%). Il valico dista circa 26 km da Morbegno e 20 da Olmo al Brembo.
Il passo San Marco fu inserito nel Giro d'Italia per la prima volta nell'edizione 1986 e successivamente nel 1987, 1988 e 2007.
| Edizione Giro | Tappa                               | Km  | Primo in vetta      | Vincitore di Tappa    | Maglia Rosa       | Versante scalato |
| ------------- | ----------------------------------- | --- | ------------------- | --------------------- | ----------------- | ---------------- |
| 1986          | 16ª: Erba - Foppolo                 | 143 | Pedro Muñoz         | Pedro Muñoz           | Roberto Visentini | Valtellinese     |
| 1987          | 19ª: Trescore Balneario - Madesimo  | 160 | Johan van der Velde | Jean-François Bernard | Stephen Roche     | Bergamasco       |
| 1988          | 13ª: Bergamo - Chiesa in Valmalenco | 129 | Tony Rominger       | Tony Rominger         | Franco Chioccioli | Bergamasco       |
| 2007          | 14ª: Cantù - Bergamo                | 192 | Fortunato Baliani   | Stefano Garzelli      | Danilo Di Luca    | Valtellinese     |